# John Charles Reiss
John Charles Reiss (* 13. Mai 1922 in Red Bank, New Jersey; † 4. März 2012 in Lawrenceville, New Jersey) war Bischof von Trenton. 

## Leben
John Charles Reiss, aus einer Familie mit elf Kindern stammend, studierte katholische Theologie und Philosophie an der Katholischen Universität von Amerika in Washington, D.C. und am Immaculate Conception Seminary School of Theology der Seton Hall University in Mahwah, New Jersey. Er empfing am 31. Mai 1947 die Priesterweihe durch den Bischof von Trenton, William Aloysius Griffin. 1954 wurde er in Kanonischem Recht promoviert und hatte anschließend verschiedene Ämter im Ordinariat des Bistums Trenton inne; er war Sekretär von Bischof George W. Ahr und Zeremonienmeister. 1963 wurde er von Papst Paul VI. zum Monsignore ernannt. 1962 wurde er Pfarradministrator, 1965 Pfarrer von St. Franziskus in Trenton.
Papst Paul VI. ernannte ihn am 21. Oktober 1967 zum Titularbischof von Simidicca und zum Weihbischof im Bistum Trenton. Der Bischof von Trenton George William Ahr spendete ihm am 12. Dezember 1967 die Bischofsweihe; Mitkonsekratoren waren Walter William Curtis, Bischof von Bridgeport, und James John Hogan, Bischof von Altoona-Johnstown. 1969 übernahm er zudem die Pfarrei St. Franziskus in Trenton sowie die Herz-Jesu-Pfarrei in South Plainfield. Gleichzeitig wurde er Bischofsvikar für  Middlesex County und Generalvikar der Diözese. 
Am 11. März 1980 ernannte Papst Johannes Paul II. Reiss zum Bischof von Trenton. Am 30. Juni 1997 nahm Papst Johannes Paul II. sein altersbedingtes Rücktrittsgesuch an.